# 산호세 어스퀘이크스
산호세 어스퀘이크스 혹은 샌호제이 어스퀘이크스(San Jose Earthquakes)는 메이저 리그 사커에 소속된 미국의 프로축구단으로 캘리포니아주 산호세를 연고지로 하고 있으며 페이팔 파크를 홈 그라운드로 사용하고 있다.

## 역사
1994년에 창단하였으며  창단 당시의 구단명은 산호세 클래시(San Jose Clash)였다. 2000년부터 클럽 명칭을 지진이 자주 일어나는 지역연고성을 살려 지진을 뜻하는 "어스퀘이크스"(Earthquakes)를 사용하였다.

## 우승 기록
- MLS컵 (2회) : 2001, 2003
- MLS 서포터스 실드 (2회) : 2005, 2012

## 선수단

### 현재 소속 선수 명단
참고: FIFA 자격 규정에 따라 소속된 국가대표팀 국기를 표시합니다. 선수는 복수의 FIFA 비회원국 국적을 가지고 있을 수 있습니다.
| 번호 | 포지션 | 국적 | 이름                |
| ---- | ------ | ---- | ------------------- |
| 3 1  | GK     |      | 미콜라이 비에간스키 |
| 46   | FW     |      | 찬스 코웰           |

| 번호 | 포지션 | 국적 | 이름 |
| ---- | ------ | ---- | ---- |

## 역대 감독
| 감독              | 임기        |
| ----------------- | ----------- |
| 빌 폴크스         | 1980        |
| 마티아스 알메이다 | 2018 ~ 2022 |
| 브루스 어리나     | 2025 ~      |

## 홈경기장
| 경기장                            | 사용기간             | 장소                      | 팀면                                  | 비고                                                                    |
| --------------------------------- | -------------------- | ------------------------- | ------------------------------------- | ----------------------------------------------------------------------- |
| 스파르탄 스타디움                 | 1996년~2005년        | 캘리포니아주 새너제이     | 새너제이 클래시 새너제이 어스퀘이크스 | 빈칸                                                                    |
| 벅쇼 스타디움                     | 2008년~2014년        | 캘리포니아주 샌타클래라   | 새너제이 어스퀘이크스                 | 빈칸                                                                    |
| 오클랜드 앨러미다 카운티 콜리세움 | 2008년~2009년        | 캘리포니아주 오클랜드     | 새너제이 어스퀘이크스                 | 빅게임에 한함                                                           |
| 스탠포드 스타디움                 | 2011년~현재          | 캘리포니아주 스탠퍼드     | 새너제이 어스퀘이크스                 | 빅게임에 한함                                                           |
| 리바이스 스타디움                 | 2014년~현재          | 캘리포니아주 샌타클래라   | 새너제이 어스퀘이크스                 | 빅게임에 한함                                                           |
| 페이팔 파크                       | 2015년~현재          | 캘리포니아주 새너제이     | 새너제이 어스퀘이크스                 | 어바이어 스타디움 (2015년~2020년) 어스퀘이크스 스타디움 (2020년~2021년) |
| 케이건 스타디움                   | 2011년~2012년        | 캘리포니아주 스탠퍼드     | 새너제이 어스퀘이크스                 | US 오픈컵때 사용했다.                                                   |
| 케자 스타디움                     | 2011년~2012년 2014년 | 캘리포니아주 샌프란시스코 | 새너제이 어스퀘이크스                 | US 오픈컵때 사용했다.                                                   |

## 유나이티드 사커 리그제휴팀
- 리노 1868 FC (리노, 네바다)